# Vestermarie (parochie)
Vestermarie is een parochie van de Deense Volkskerk in de Deense gemeente Bornholm. De parochie maakt deel uit van het bisdom Kopenhagen en telt 1334 kerkleden op een bevolking van 1481 (2004). De kerk staat in Vestermarie. De parochie was tot 1970 deel van Vester Herred.